# Lac de Grošnica
Le lac de Grošnica (en serbe cyrillique : Грошничко језеро; en serbe latin : Grošničko jezero) est un lac de retenue situé en Serbie, sur la rivière Grošnička reka. Il est situé sur le territoire de la ville de Kragujevac, près du village de Grošnica.

## Caractéristiques
Le lac de Grošnica a été créé à la suite de la construction d'un barrage dans la période 1931-1938 ; ce barrage était destiné à l'alimentation en eau de la ville de Kragujevac. Par la suite, son niveau a été élevé et ses eaux se sont mêlées à celles du lac de Dulene voisin pour former le lac Vodojaža.